# История почты и почтовых марок Турции
История почты и почтовых марок Турции охватывает совокупность исторического наследия почты и филателии Турции и её государства-предшественника, Османской империи.
История почты собственно Турции ведёт своё начало с XVIII века, когда иностранные государства организовали курьерскую доставку корреспонденции через свои консульства на территории Османской империи. Несмотря на некоторое отставание в развитии собственной почты, в 1863 году Турция стала вторым независимым государством в Азии (после России), выпустившим почтовые марки с клеевым слоем, а в 1875 году была одним из учредителей Всеобщего почтового союза, в дальнейшем Всемирного почтового союза (ВПС). Турция была провозглашена республикой в 1923 году, и в последующие годы её почта стала более модернизированной и эффективной, а качество дизайна и изготовления её почтовых марок улучшились. Современным почтовым оператором страны является государственная компания PTT.

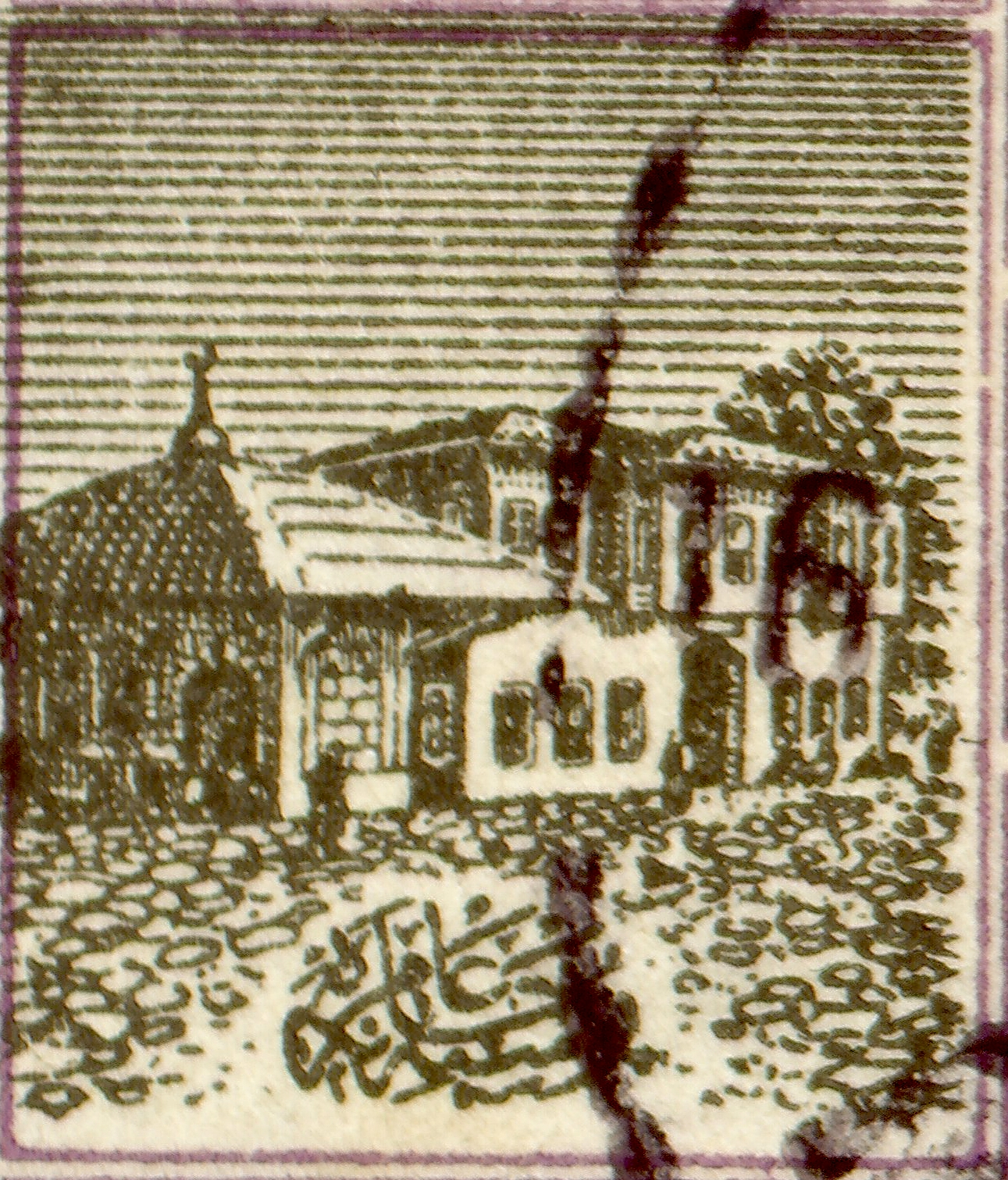

## Развитие почты

### Древние почты
В VI веке до н. э. в Персидской империи была устроена почтовая служба, известная под названием ангарион и охватывавшая также территорию нынешней Турции. Про дорогу из Сард в Сузы длиной в 450 парасангов (2500 км), которая была разделена на 111 станций, упоминает Геродот. Главным маршрутом ангариона была Царская дорога, пролегавшая от Эгейского побережья Малой Азии, через Армению и Ассирию к центру Двуречья на Сузы.
В Древнем Риме, во времена Римской республики, возникла государственная транспортная система cursus publicus, получившая значительное развитие при императоре Августе, но не являющаяся почтой в современном смысле слова. Благодаря превосходной сети дорог, безопасности и порядку сообщений, а также обширной переписке гражданских и военных властей, на станциях государственной почты развилось необычайно оживлённое движение. Расстояния от Британии до Балкан, Кавказа, нынешней Турции, Сирии, Палестины и Иордании и от устья Рейна до Ливийской пустыни и Александрии можно было преодолевать сравнительно быстро.

### Османская империя
В эпоху Османской империи имелась служебная почтовая связь, функционировавшая между центрами провинций. Регулярная турецкая почта общего пользования была учреждена лишь в 1840 году, когда 23 октября было организовано Министерство почт. Это стало возможным благодаря изменениям, произошедшим в результате появившегося в 1839 году султанского хатта (фирмана) о реформе. Первая почтовая администрация в Турции стала оказывать услуги местному населению и иностранцам и налаживать почтовую связь между Константинополем и другими крупными городами страны. Первое собственное почтовое учреждение — под названием «Департамент почтового управления» («Postahane-i Amire») — османская почта открыла в Константинополе, во дворе Новой мечети. Его первыми служащими стали Сулейман Ага (тур. Süleyman Ağa) и Софьялы Агьязар (Sofyalı Ağyazar), назначенные переводчиками адресов на иностранной почтовой корреспонденции. На раннем этапе развития турецкой почты использовались ручные почтовые штемпели. По состоянию на 1863 год, в Турции насчитывалось только 28 почтовых отделений, а почтовое сообщение было развито очень слабо, будучи спорадическим и медленным.
В 1855 году была создана Дирекция телеграфов, которая в 1871 году объединилась с почтовым ведомством, с образованием Министерства почт и телеграфов. В дальнейшем почта и телеграф состояли в ведении Главной почтово-телеграфной дирекции, которая самостоятельно ведала своими доходами. В каждом вилайете действовал директор почты, которому были подчинены почтовые конторы.
9 октября 1874 года Турция подписала Всеобщую почтовую конвенцию, а с 1 июля 1875 года стала одним из учредителей Всеобщего почтового союза, вскоре переименованного во Всемирный почтовый союз (ВПС), — многостороннего международного договора, призванного облегчить и стандартизовать перевозку почты между государствами-участниками. В 1876 году в стране было организовано собственное международное почтовое сообщение. Для пересылки своих почтовых отправлений турецкая почта больше всего пользовалась пароходами, затем железными дорогами. Внутри страны почтовая кладь перевозилась, где возможно, на телегах, а затем на вьючных животных в сопровождении особых верховых погонщиков.
Турция надеялась, что вступление в ВПС приведёт к закрытию иностранных почтовых отделений, расположенных на территории страны, но этого не случилось, поскольку иностранные почтовые отделения сохраняли свою конкурентоспособность. Позднее Турция присоединилась к соглашениям ВПС о почтовых поручениях (1885) и о газетной операции (1891).

### Конец XIX века
Однообразная такса для писем, независимо от расстояния, была введена в 1888 году. В случае почтовых переводов деньги пересылались исключительно звонкой монетой, зашитой в свёртках. Корреспонденция доставлялась лишь в места нахождения почтовых контор.
По сведениям о числе и деятельности почтовых учреждений за 1894 год, в Турции насчитывалось:
- 586 почтовых учреждений, что составляло в среднем одно почтовое учреждение на 1764,6 кв. км и на 14 062 жителей этой страны;
- 17 088 000 почтовых отправлений, в том числе:
  - 12 071 тыс. писем,
  - 171 тыс. открытых писем,
  - 4613 тыс. произведений печати и
  - 334 тыс. посылок.

На одного турецкого жителя приходилось в среднем 0,6 почтового отправления. Превышение дохода почтового ведомства над расходами, в пересчёте на рубли Российской империи того времени, составило 1 141 757 рублей.
Несмотря на в целом единообразную, независимо от расстояния, плату за пересылку простых писем, в Турции существовало исключение из принципа единообразности почтового тарифа для писем между портовыми городами и железнодорожными станциями.

### XX век
В 1909 году, после введения 23 мая в Константинополе телефонного обслуживания, прежнее почтово-телеграфное министерство стало называться Министерством почт, телеграфов и телефонов, а в 1913 году оно было преобразовано в Главную дирекцию почт, телеграфов и телефонов (PTT). Однако в целом турецкая почтовая система была по-прежнему недостаточно развита.
1 ноября 1922 года Великое национальное собрание Турции во главе с Ататюрком ликвидировало султанат, и последний султан, Мехмед VI, отрёкся от трона и покинул страну. Турция была объявлена республикой 28 октября 1923 года. В первые годы республики Главная дирекция почт, телеграфов и телефонов подчинялась Министерству внутренних дел, в 1933 году вошла под начало Министерства общественных работ и поселения, а с 1939 года стала ведомственным подразделением Министерства транспорта. 28 марта 1930 года вступил в силу Закон о турецкой почтовой службе, одним из положений которого стало предписание властей использовать только турецкий вариант названия крупнейшего города страны — «İstanbul». Тем самым иностранцев формально попросили принять этот вариант названия Константинополя к употреблению.
В 1954 году Главная дирекция почт, телеграфов и телефонов получила статус государственного экономического предприятия, а 1984 году — государственного экономического ведомства (законодательным решением № 233 о реорганизации государственных предприятий).

## Выпуски почтовых марок

### Первый выпуск «Тугра»

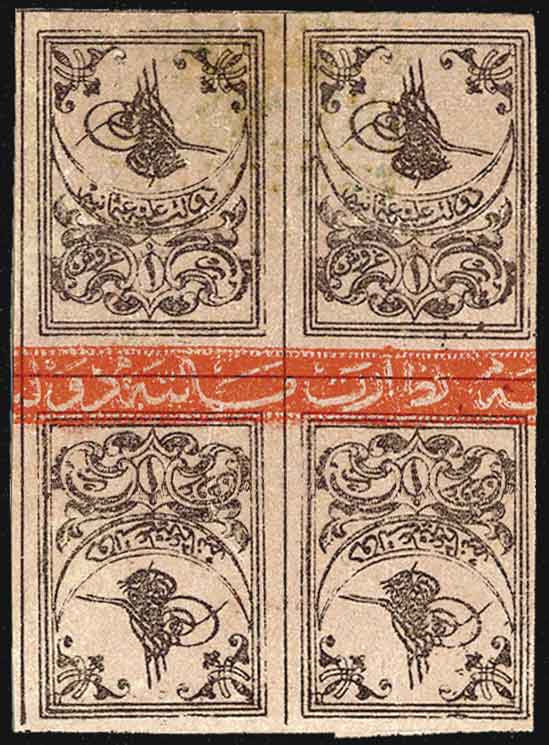
Тет-беш первого турецкого выпуска «Тугра» (1863) с красной контрольной полосой

1 января 1863 года Турция эмитировала свои первые почтовые марки с клеевым слоем, став вторым независимым государством в Азии, марки которого имели гуммирование. В этом отношении её опередили только Россия в 1858 году, а также две британские колонии — Индия в 1854 году и Цейлон в 1857 году. Турецкие марки появились менее чем через два года после начала обращения почтовых марок в соседней Греции — бывшем турецком владении и с 1832 года независимом государстве.
На марках изображена тугра, личный знак правившего тогда турецкого султана Абдул-Азиза, которая расположена над полумесяцем с надписью на османско-турецком языке (на основе арабского алфавита) официального названия империи: осман.  دولت عليه عثمانيه‎ (тур. «Devlet-i Âliye-i Osmâniyye», то есть «Высокое Османское Государство»). Между некоторыми марками отпечатана контрольная полоска со словами: «Nezaret-i Maliye-i Devlet-i Aliye» («Министерство финансов имперского правительства»).
Однотипный рисунок марок чёрного цвета был разработан на Константинопольском монетном дворе, а сами марки были напечатаны там же на цветной бумаге литографским способом, при этом все надписи были сделаны полностью на османском языке. В выпуск входят обычные почтовые марки четырёх номиналов и доплатные марки тех же четырёх номиналов.
Марки изготавливались тремя тиражами: первый — в обычных листах с узким расстоянием между марками, второй — в листах, чётные ряды которых включали перевёрнутые марки (тет-беши), третий — в листах по типу второго тиража, но на толстой бумаге. Марки . Первый тираж запустили в обращение уже в 1864 году, только после израсходования второго и третьего тиражей.
В каталоге «Скотт», с учётом разновидностей бумаги, этому выпуску было присвоено десять каталожных номеров.

### Выпуск Дюло

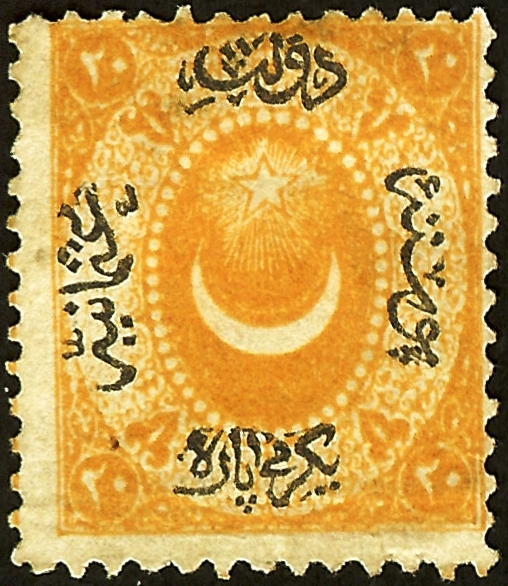
Марка выпуска Дюло 1865 года номиналом в 20 пара

Будучи неудовлетворённой первым выпуском марок по сравнению с «хорошо исполненными почтовыми марками других стран», с заказом на второй выпуск своих почтовых марок Турция обратилась к Франции, последовав аналогичному решению Греции, напечатавшей первые марки в Париже. Известная как выпуск Дюло, эта серия марок была выгравирована французским гравёром Дюло (фр. Duloz) и первоначально напечатана фирмой Poitevin в Париже. Рисунок, очевидно, был подготовлен в турецком Министерстве финансов, но имя художника неизвестно. Марки выпуска Дюло выходили с 1865 по 1876 год, хотя позднее на двух марках делались надпечатки для использования в 1881—1882 годах (Sc #64, 65), и они некоторое время оставались в обращении, так как последующий «имперский выпуск» не действовал для оплаты внутренних почтовых сборов до 1888 года. В 1868 году печатные платы этих марок были отправлены в Константинополь, где были напечатаны остальные марки выпуска Дюло. Некоторые из последующих тиражей отличались некачественной печатью и плохой зубцовкой.
Марки выпуска Дюло печатались способом высокой печати. Рисунок марки представляет собой центральный овал с полумесяцем и звездой с расходящимися линиями и «носит отчётливый восточный характер». Марка каждого номинала печаталась одним цветом. На овале сделана надпечатка чёрным цветом турецкого текста арабской вязью: тур. «Postai devleti Osmaniye» («Почта Османской империи»). Надпись внизу указывает номинал в пара и соответственно меняется в зависимости от марки.
С 1865 по 1882 год марки выпуска Дюло печатались повторно серией выпусков, различавшихся цветом, а также текстом надпечатки. В каталоге «Скотт» приведены 46 основных каталожных номеров для марок выпуска Дюло, плюс ещё 29 номеров для доплатных марок.
В январе 1876 года на марках выпуска Дюло были сделаны надпечатки номиналов современными арабскими цифрами (в пиастрах, а не в пара) и аббревиатур на французском языке в качестве «временной серии, предназначенной для франкировки писем, отправляемых в страны ВПС».

### Имперский выпуск

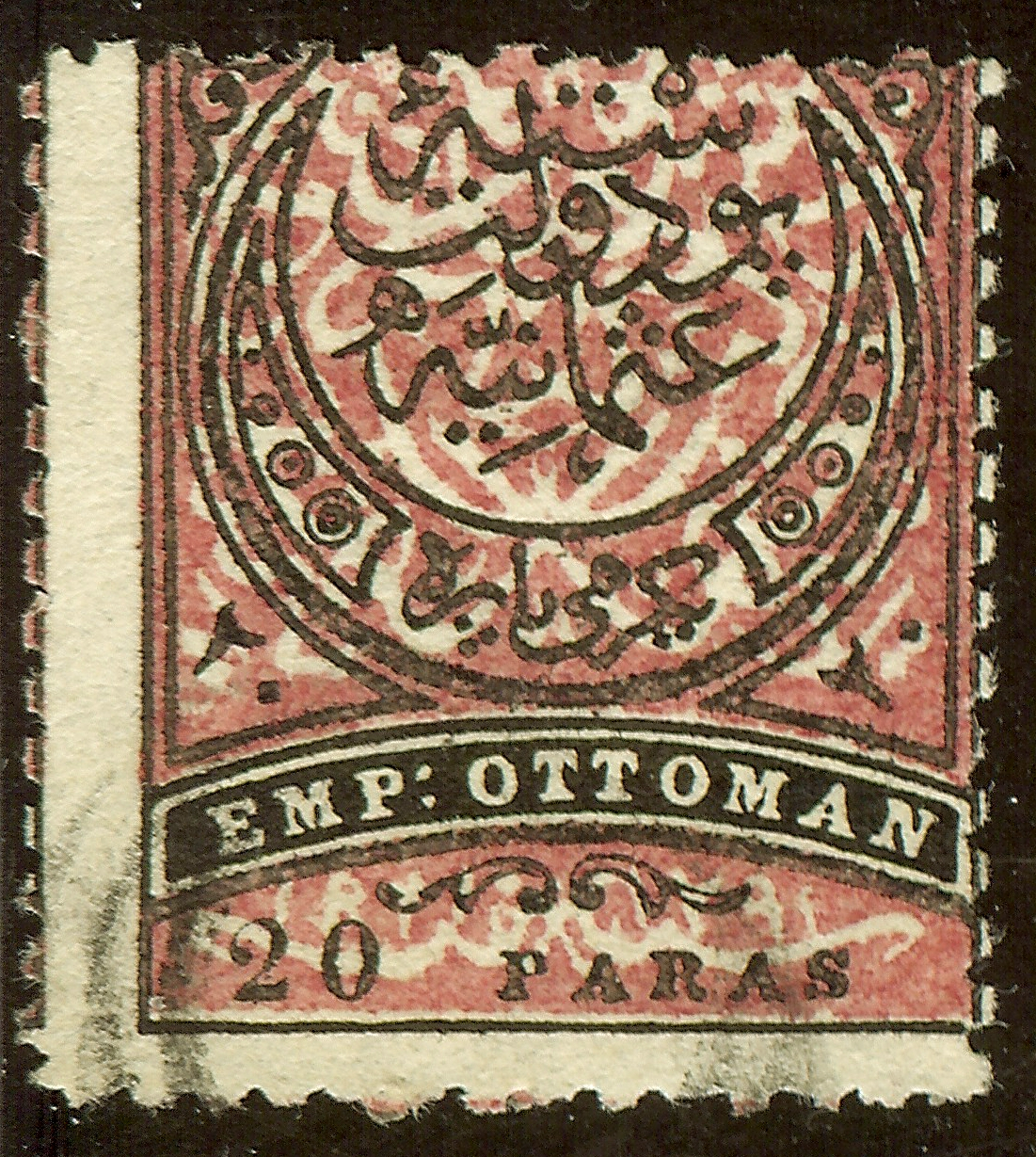
Марка имперского выпуска (1880—1884)

«Имперский выпуск» появился в сентябре 1876 года, после вступления Турции в ВПС. В отличие от предшествующего ему выпуска Дюло, на марках стояло обозначение страны и номиналов как арабскими цифрами, так и арабскими буквами. Марки предназначались для использования в странах-членах ВПС, но в марте 1888 года были официально разрешены для обращения внутри страны. При этом для внутреннего и зарубежной корреспонденции употреблялись разные марки.
Марки имперского выпуска поступали в обращение с 1876 по 1890 год. В каталоге «Скотт» всего основным почтовым маркам, не считая марок с надпечатками, присвоено 32 каталожных номера, включая три доплатных марки.
Рисунок марок имперского выпуска представляет собой полумесяц с направленными вверх концами, который окружён текстом арабским письмом: «Postai devleti Osmaniye» («Почта Османской империи»). Внизу в центре самого полумесяца имеется надпись, также арабским алфавитом, обозначающая номинал, к примеру: 20 пара или 2 пиастра. На боковых панелях в нижней части слева и справа от полумесяца обозначены номиналы, но в турецких цифрах. Ниже полумесяца идёт надпись англ. «EMP: OTTOMAN» (то есть «Оттоманская империя»; отсюда название выпуска), а под ней — номинал арабскими цифрами и обозначение валюты, например, «2 Piastres» («2 пиастра»).

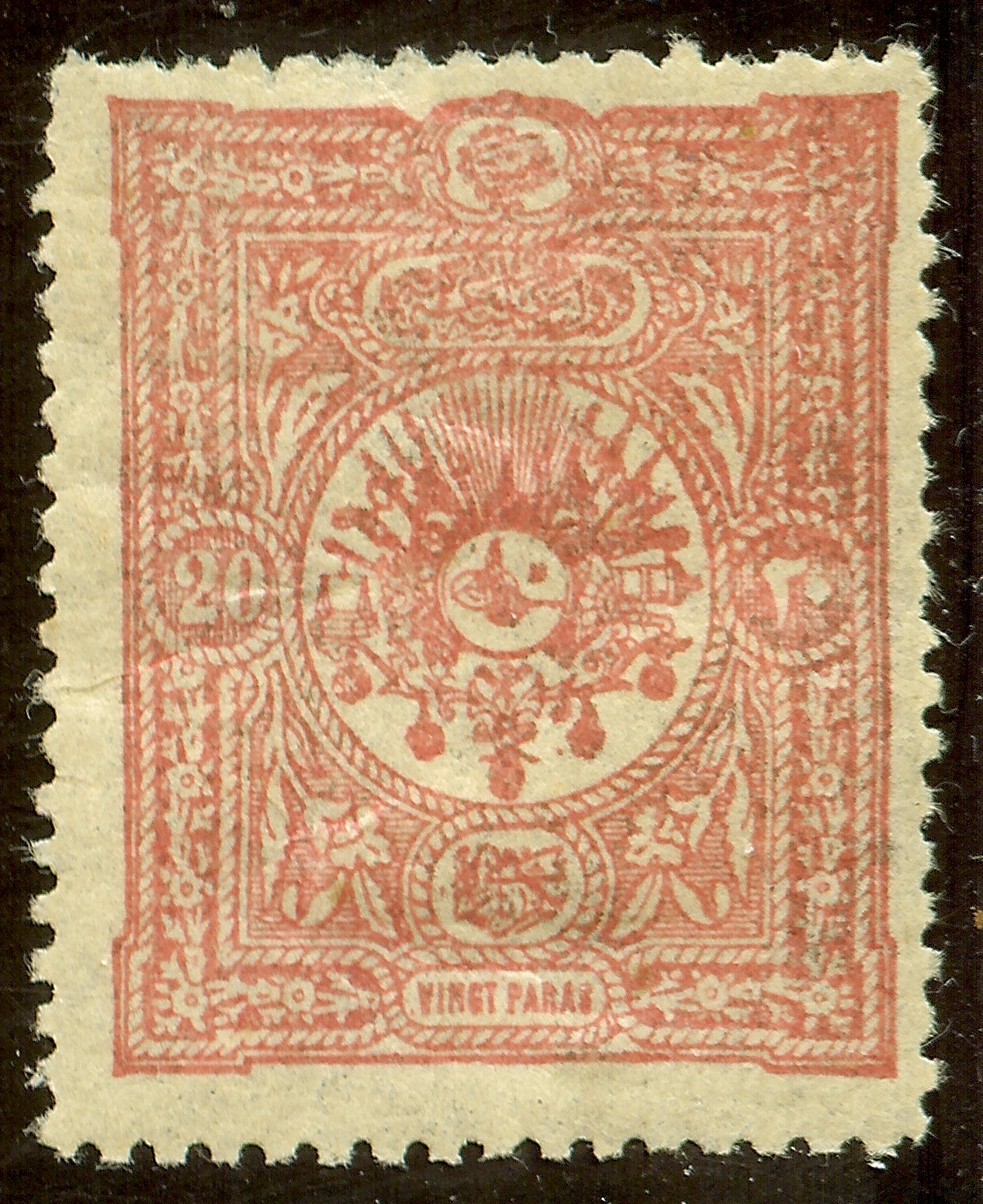
Марка выпуска «Герб и тугра» номиналом в 20 пара (1898)

Марки печатались способом высокой печати в двух цветах, кроме доплатных марок, которые печатались только в чёрном цвете. На марках имеется фон, состоящий из каллиграфических букв, в зеркальном отражении, составляющих текст тур. «Postai devleti Osmaniye» («Почта Османской империи»), и обозначение турецкого года 1291, что означает 1875 год.

### Последующие эмиссии
В 1892 году Турция напечатала серию почтовых марок большого размера со сложным рисунком, которая известна среди филателистов как выпуск «Герб и тугра». Единственные надписи латиницей на марках — обозначение номинала арабскими цифрами с текстом на французском языке. В центре марок расположен турецкий герб, посередине которого — тугра султана Абдул-Хамида II. Серия состояла как из обычных почтовых, так и из доплатных марок. На марках также делались надпечатки для использования их в качестве газетных марок и для иных целей.

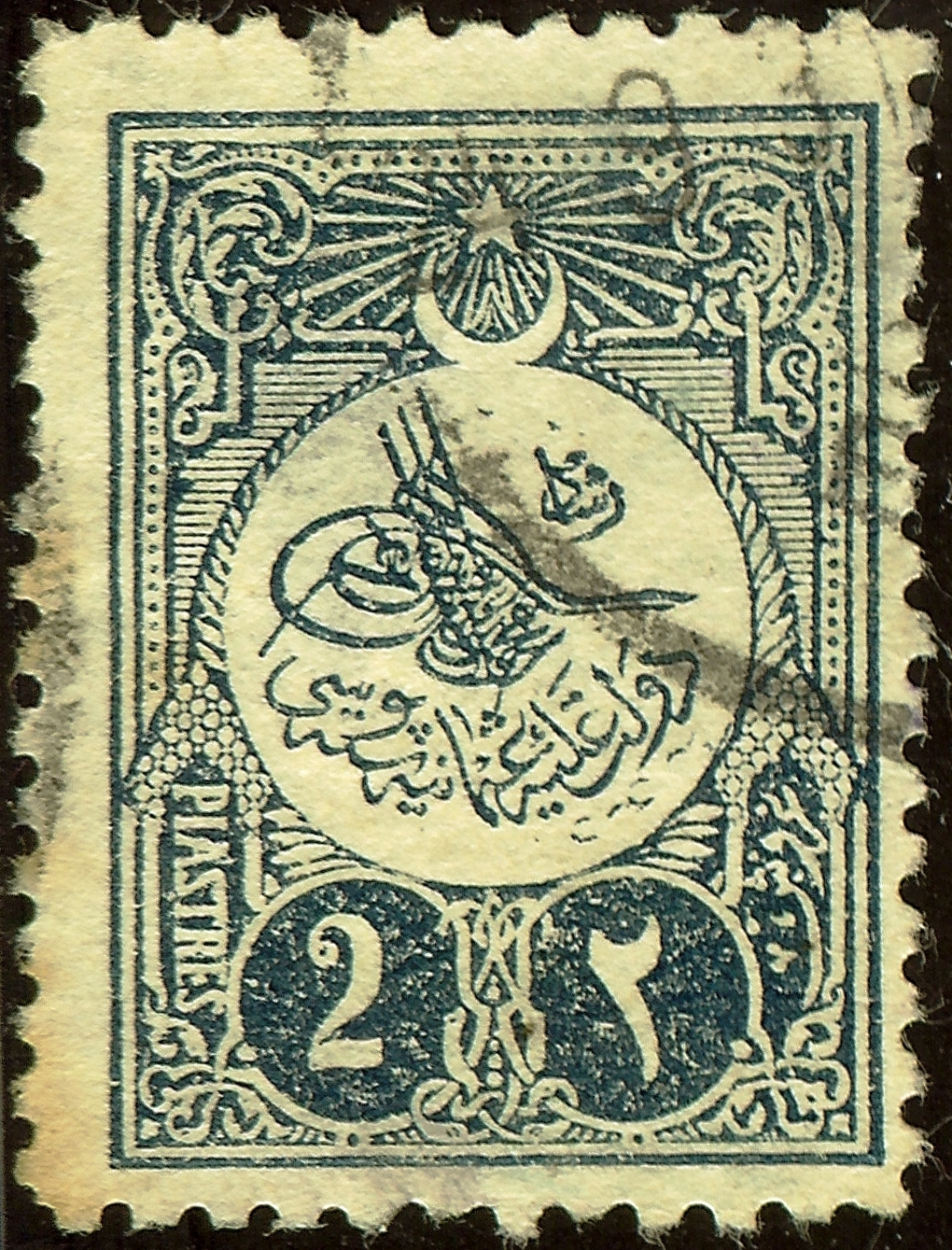
Типичная почтовая марка начала XX века

В период с 1901 по 1911 год Турция издавала почтовые марки с аналогичными рисунками с изображением тугры правящего монарха (Sc #102—182). В 1908 году появились первые памятные марки в честь созыва парламента и принятия новой конституции страны 24 июля того же года.
Все ранние турецкие марки печатались в Турции, за исключением первых двух выпусков Дюло, которые были произведены в Париже. Все эти марки имели характерный турецкий облик вплоть до 1913 года, когда вышла серия марок, посвящённая взятию обратно Адрианополя у болгар. Рисунки этих марок разработал Оскан-эффенди, а их гравировка и печать были осуществлены в Англии компанией Bradbury, Wilkinson & Co. в международном стиле — с виньетками в центре, окружёнными рамкой[≡].

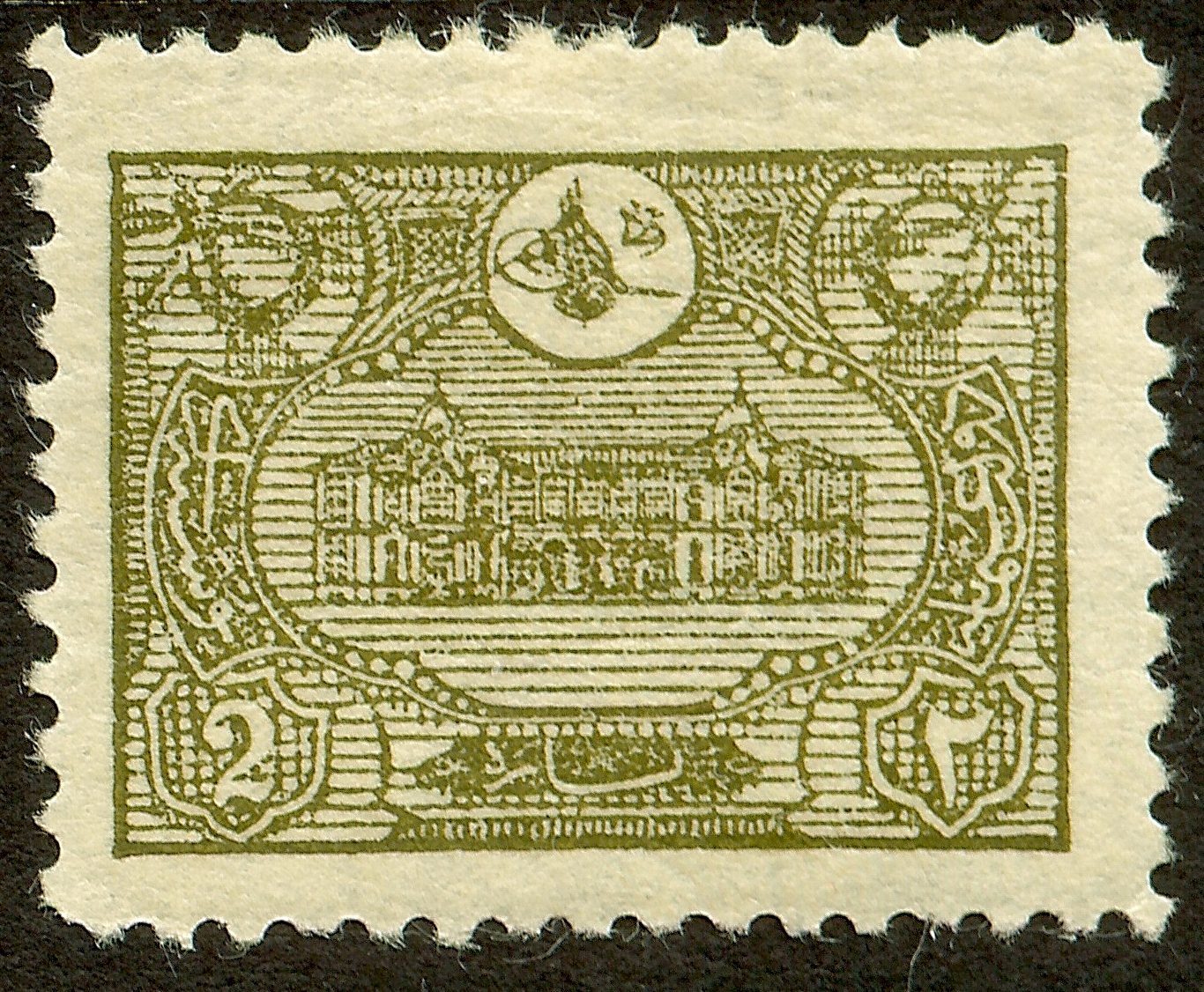
Новый главпочтамт в Константинополе на марке Турции (ок. 1913)

В начале 1914 года вышла серия отлично гравированных марок, некоторые из них в двух цветах, с изображением самых разных видов Константинополя по рисункам Оскана-эффенди, отпечатанных компанией Bradbury, Wilkinson & Co. в Англии, которые также имели более международный облик.

### Первая мировая война

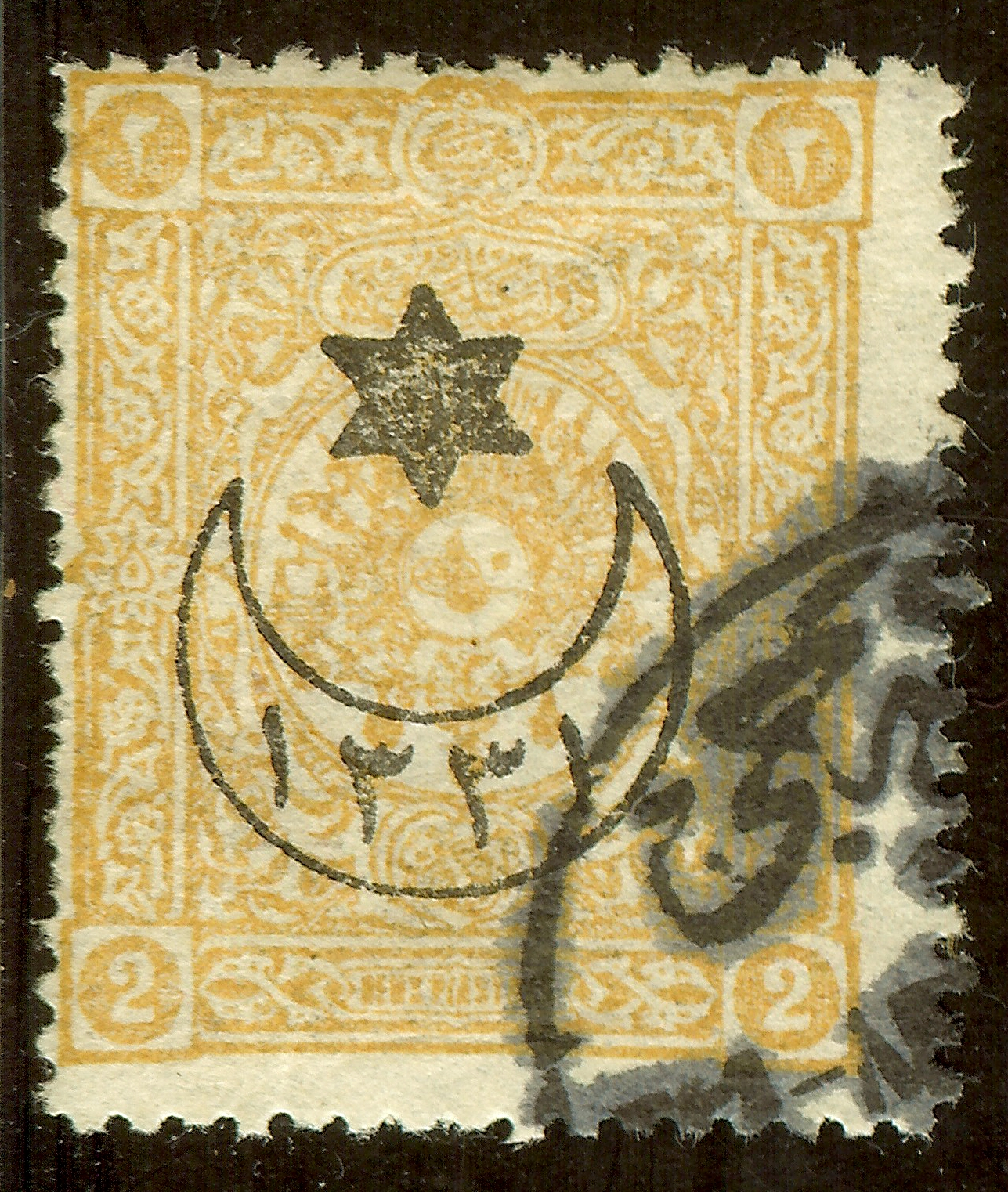
Провизорий: надпечатка 1915 года на марке 1892 года

Османская империя подписала тайное соглашение о союзе с Германией 2 августа 1914 года, и приняла участие в боевых действиях на стороне держав оси в октябре 1914 года. Война и связанные с ней потрясения нашли своё отражение на турецких марках военного времени. На марках были помещены изображения солдат и сцен сражений. Кроме того, был изготовлен ряд провизориев, когда на сохранившихся запасах старых выпусков в связи с нехваткой бумаги были сделаны надпечатки. Надпечатки несли изображение полумесяца и даты «1331» (1915); такой же выпуск был произведён в 1916 году. Надпечатки делались на изъятых остатках марок, эмитированных ещё в 1865 году (Sc #446—449) и позднее, некоторые из которых уже имели надпечатки, причём иногда было добавлено несколько новых надпечаток, что привело к разнообразнейшим их сочетаниям, представляющим интерес для филателистов.
В 1917 году на большом количестве турецких марок прежних лет, а также на марках Восточной Румелии были выполнены надпечатки в виде контура скарабея с пятиконечной звездой, годом и буквами «PTT». Кроме того, было эмитировано восемь серий новоделов, отличавшихся цветом.
В 1918—1919 годах в обращении появился ряд марок с надпечатками, а в 1920 году — марки с дизайнами 1913—1914 годов, на которых также присутствовала тугра султана.
В результате военных действий силы Антанты одержали победу и заняли Константинополь, после чего Османское государство распалось. Севрский договор от 10 августа 1920 года подтвердил раздел Османской империи, в связи с чем прекратились её почтовая история и эмиссии марок.

## Национальное правительство

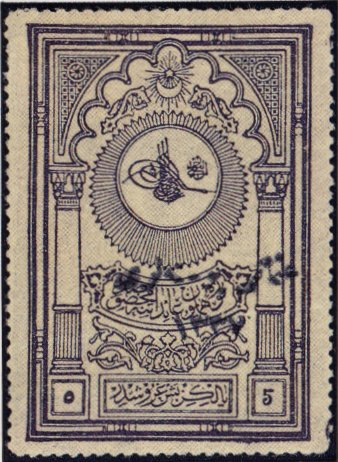
«Анатолия» (1921): старая турецкая гербовая марка с ручным штампом

После перемирия, в середине 1920 года, Мустафа Кемаль Ататюрк сформировал национальное турецкое правительство в Анкаре, после чего последовала война за независимость Турции против Антанты. Кроме небольшой зоны вокруг Константинополя, где в 1922 году в обращение вышла последняя марка Османской империи, переходное национальное правительство контролировало территорию Турции, которая в филателистической среде называется «Турцией в Азии» (англ. «Turkey in Asia») или «Анатолией» («Anatolia»). В конце концов, 24 июля 1923 года был подписан Лозаннский мирный договор, который заменил Севрский мир.
Для территорий, занятых войсками правительства Ататюрка, в период с 1920 по 1922 год были произведены надпечатки на небольших запасах старых почтовых марок (1914—1918 годов). Вначале надпечатки наносились типографским способом, но из-за нечётких оттисков марки повторно надпечатали ручным штампом. По причине нехватки почтовых марок в 1920—1921 годах на партиях нескольких крупных гербовых марках с филигранными рисунками и без надписей латиницей были поставлены оттиски ручных штампов, превратившие их в почтовые марки (Sc #1—103).
После освобождения захваченной французами области Адана (Киликии) турецкими республиканскими войсками в декабре 1921 года этим правительством был сделан первый памятный выпуск в виде надпечаток по-турецки «Адана 1 декабря 1921» на почтовых и доплатных марках. Некоторые из этих надпечаток перевёрнуты.
В 1922 году республиканские войска захватили всю азиатскую часть страны, в результате чего почтовые марки республиканского правительства стали действительными на почтовых отправлениях по всей Турции.
Адольф Пассер (Adolf Passer) утверждает, что изучение марок этого периода «очень затруднительно, ввиду отсутствия надёжных официальных документов о фактических датах их эмиссий и о сроках их нахождения в обращении, а также в связи с небольшим числом сохранившихся подлинных писем с чётко указанными датами».

## Турецкая республика

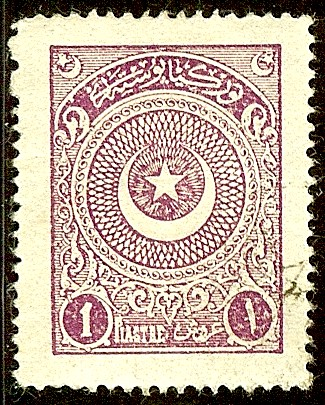
Первый выпуск марок Турецкой республики (1923)

Первыми официальными почтовыми марками Турецкой республики стала стандартная серия 1923 года с изображением герба страны — звезды и полумесяца, слегка напоминающая выпуск Дюло. Эта эмиссия ознаменовала окончание использования знака тугры, который являлся элементом рисунка большинства турецких марок с 1863 по 1922 год. Первые марки были отпечатаны в трёх типографиях и различаются оттенками цвета и перфорацией; почти все марки встречаются в беззубцовом варианте.
За первыми марками республики в 1924 году последовал коммеморативный выпуск, посвящённый Лозаннскому мирному договору. Он состоял из восьми марок, на которых был запечатлён Мустафа Кемаль Ататюрк.
Издавались и другие серии с изображением ландшафтов страны и с портретом Мустафы Кемаля. С конца 1920-х годов по 1940 год Турция сделала надпечатки на марках в ознаменование каких-либо событий, вроде выставок или открытия железных дорог. В 1926 году на стандартной серии были помещены надписи арабским и латинским шрифтами, а с 1929 года турецкие марки стали выходить с надписями только латинскими буквами.
В 1931 году Турция начала печатать новую серию марок в более современном стиле с изображением Ататюрка. Портрет первого президента республики продолжал оставаться обычной темой тогдашних почтовых марок Турции.
До 1937 года все турецкие марки печатались способом либо гравирования, либо высокой печати. В 1937 году Турция запустила в обращение свою первую марку, напечатанную офсетным способом (Sc #781—784), а в 1938 году была эмитирована серия марок, напечатанных способом глубокой печати (Sc #789—798). В дальнейшем это стали обычные способы изготовления марок Турции. В 1940 году был издан первый почтовый блок страны, посвящённый памяти Ататюрка.
|  |  |

В последующие десятилетия тематика турецких марок стала более разнообразной, печатались многоцветные марки с самыми разными рисунками, включая виды страны, археологические памятники, известных турок, местную флору и фауну, национальную одежду. В ознаменование различных внутренних и международных событий регулярно эмитируются памятные марки. В 1958 году стартовала ландшафтная серия, которая включала 134 марки. В 1960 году появились первые олимпийские марки. В 1963 году праздновалось столетие первых турецких марок и этому юбилею были посвящена серия из четырёх марок. Начиная с 1962 года все турецкие марки имеют неограниченный срок обращения.
Всего за первый столетний период, с 1863 по 1963 год, по сведениям Л. Л. Лепешинского, было выпущено 1724 почтовых марки.

## Другие виды почтовых марок
Помимо обычных почтовых марок, Турция за свою историю издавала также многочисленные марки, предназначенные для других, специальных почтовых целей. К 1963 году, например, уже насчитывалось, по данным Л. Л. Лепешинского, 73 доплатных, 47 газетных и 107 почтово-благотворительных марок этого государства.

### Доплатные
В 1863 году в обращение поступила первая серия доплатных марок (Sc #J1—J4), причем Османская империя оказалась в числе первых стран мира, которые стали производить подобные марки. До 1913 года рисунки этих марок не разнились от рисунков обычных марок, таких как выпуск Дюло или имперский выпуск, однако доплатные марки отличались цветом: их обычно печатали с помощью коричневой или чёрной краски (Sc #J1—J62)[≡]. В 1909 году, когда ощущался недостаток доплатных марок, прибегали к почтовым маркам с надпечаткой буквы «T». В 1914 году Турция впервые подготовила доплатные марки оригинальных рисунков; этот вид марок появлялся в обращении до 1936 года.

### Газетные
В 1879—1909 годах в употреблении на территории Турции находились газетные марки.

### Почтово-налоговые
В 1911—1918 годах выходили турецкие почтово-налоговые марки — для оплаты налога на корреспонденцию. Так, в 1915 году были изданы марки для сбора обязательного налога в пользу детей-сирот войны, в связи с чем на марках прежних лет была выполнена надпечатка в виде полумесяца с надписью, шестиконечной звезды и года. В 1916 году появились аналогичные марки, но с пятиконечной звездой и новой датой. В каталоге «Скотт» все эти ранние выпуски отнесены к почтово-благотворительным маркам.
В 1928—1933 годах выпускались особые почтово-налоговые авиапочтовые марки — в фонд развития авиации. Их нужно было наклеивать на почтовые отправления в течение 21 дня каждого года. 21 августа 1934 года эти марки были изъяты из обращения.
В период с 1928 по 1958 год широкое распространение получили специальные марки для оплаты дополнительного сбора средств в фонд Красного Полумесяца (аналог Общества Красного Креста), помощи детям и на другие благотворительные цели (Sc #RA1—RA231). Последние наклеивались в определённые дни на всю внутреннюю корреспонденцию как свидетельство взимавшейся дополнительной оплаты.

### Почтово-благотворительные
В 1922 году вышла в свет серия почтово-благотворительных (полупочтовых) марок с памятной (по случаю освобождения Аданы) надпечаткой по-арабски «Адана 5 января 1922 г.». При продаже марок бралась наценка 25 % в пользу сирот погибших солдат. Каталог «Скотт» не рассматривает этот выпуск как полупочтовый (относя его в подраздел «Турция в Азии», или «Анатолия»), зато причисляет к таковым ряд марок 1915—1917 годов, имевших соответствующие надпечатки, кроме марки от 20 февраля 1917 года с оригинальным рисунком. Начиная с 1935 года и до настоящего времени, регулярно печатаются полупочтовые марки с указанными на них благотворительными надбавками.

### Авиапочтовые
В 1934 году были изданы первые авиапочтовые марки общего пользования. Они были приурочены к открытию авиапочтовой линии Анкара — Стамбул.

### Служебные
Турция выпустила и ряд служебных марок для государственных нужд. За период с 1948 по 1957 год такие марки производились путём надпечатки на обычных почтовых марках слова «Resmî» («Служебная»). Существует несколько разновидностей таких надпечаток (Sc #O1—O42).
Начиная с 1957 года Турция стала использовать служебные марки оригинального рисунка, которые были специально разработаны для этой цели. Как правило, обозначение номинала в центре этих марок окружал орнамент (Sc #O43 ff).

### Военные
Во время Первой мировой войны письма солдат турецкой армии не подлежали оплате. Такие письма пересылались бесплатно, однако для писем офицеров была введена оплата. Верховное командование в 1917 году заказало с этой целью особые военные марки с надпечаткой полумесяца со звездой. Известно шесть номиналов надпечатанных марок. Их неиспользованные тиражи были позднее проданы через обычную почту.
Оригинальные военные марки также изготавливались в 1898 году для имперских войск в Фессалии.

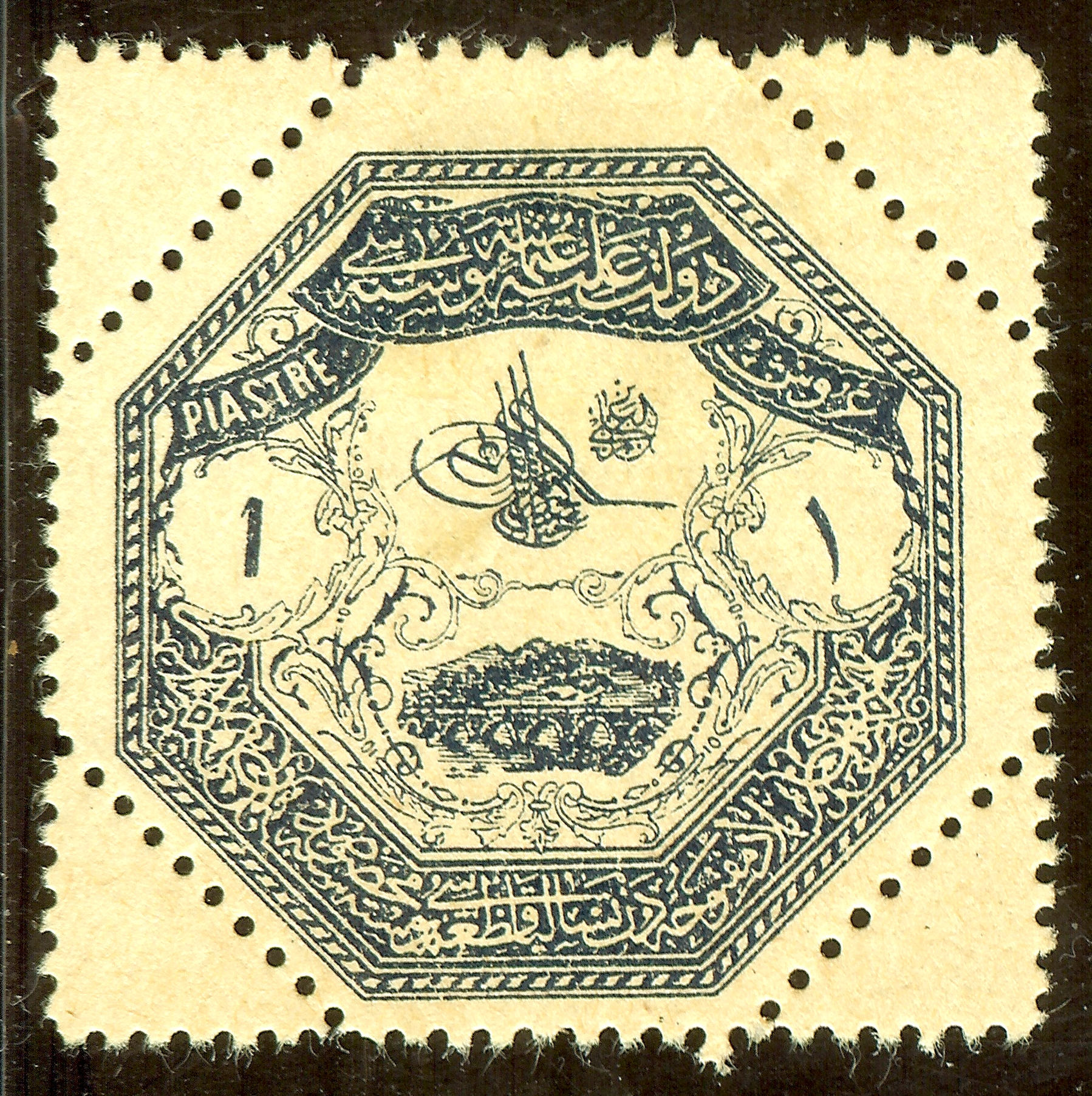
Военная марка для оккупационных войск Турции в Фессалии номиналом в 1 пиастр (1898)

## Региональные выпуски

### Киликия
В 1919—1921 годах, во время оккупации османской области Киликия (в основном соответствующей вилайету Адана, французские военные власти организовали почтовое обслуживание, имевшее собственные почтовые марки.

### Фессалия
В 1898 году была подготовлена серия марок для имперских вооружённых сил, оккупировавших Фессалию во время первой греко-турецкой войны. На пяти марках сложный рисунок с изображением тугры султана Абдул-Хамида II и моста в Ларисе. Они интересны необычной восьмиугольной формой и зубцовкой, которая позволяет отделять их либо квадратами, либо восьмиугольниками.
Имеются фальсификаты этих марок, а в некоторых каталогах они перечислены как основные марки Турции.

### Хатай
В 1938—1939 годах в обращении находились особые почтовые марки для Александретты, автономной области (санджака) Сирии, а затем «государства» Хатай, в 1939 году присоединённого к Турции.

## Городская почта Константинополя
В 1865—1866 годах в Константинополе работала частная почта Лианоса, для которой были изготовлены собственные марки. В 1873 и 1881 годах для городской почты Константинополя выходили марки Османской империи с надпечатками[≡].

## Местные выпуски

### Константинополь, Смирна и др.
В 1880—1909 годах в недолгом местном обращении в Константинополе, Смирне и некоторых других городах находились надпечатанные марки Османской империи. Надпечатки содержали новую стоимость или памятные надписи. Так, в феврале 1909 года впервые были отдельно изданы марки с надпечаткой «CONSTANTINOPOLI» («Константинополь»).

### Честан
В 1916 году турецкий остров Честан был оккупирован британской армией и переименован в Лонг-Айленд. Короткое время там выходили марки британской военной администрации.

### Килис
В 1921 году в Килисе на юге Турции была изготовлена провизорная марка. Её печатали ручным штампом на папиросной бумаге. На марке значилась турецкая надпись: «Почтовая марка Килиса». Хотя марка была безноминальной, она продавалась за 1 золотой пиастр.

## Иностранные почтовые отделения
В XVIII веке иностранные государства осуществляли курьерскую доставку корреспонденции через свои официальные представительства на территории Османской империи, чтобы обеспечить перевозку почты между своими странами и Константинополем. Девять стран в разное время, начиная с 1535 года, подписали с Османской империей капитуляции — двусторонние международные договоры, согласно которым они получили различные права экстерриториальности взамен на предоставление торговых возможностей. Договоры были заключены с Россией (1720 и 1783), Австрией (1739), Францией (1812), Великобританией (1832) и Грецией (1834), а также Германией, Италии, Польшей и Румынией и позволили этим государствам устроить свои почтовые отделения на территории Османской империи. Некоторые из них развились в почтовую службу, открытую для общего пользования и осуществлявшую отправку корреспонденции в Европу. Первые подобные учреждения были основаны Россией и Австрией в 1748 году в районе Константинополя.
В конце XIX — начале XX века Германия, Австро-Венгрия, Франция, Англия и Греция продолжали содержать в Константинополе и в других турецких городах собственные почтовые учреждения. Русские почтовые учреждения существовали как в Константинополе, так и в остальных портах, где останавливались пароходы Русского общества пароходства и торговли, на средства которого они содержались. Поэтому эти русские почтовые учреждения пользовались не общегосударственными знаками почтовой оплаты, а имели свои особые знаки с надписью «Восточная корреспонденция» (марки в 1, 3, 5 и 10 копеек; бандероли в 6 копеек).
9 сентября 1914 года капитуляции были аннулированы османским правительством, и иностранные почтовые отделения были закрыты. В результате временного восстановления капитуляций с 10 августа 1920 года по 24 июля 1923 года некоторые отделения были заново открыты.

## Почтовые гашения
Почтовые штемпели, которые употреблялись почтовой службой на марках Турции для предотвращения их повторного использования, содержали название на турецком языке в арабской графике (а иногда также латиницей) тех мест, откуда корреспонденция была отправлена. Оттиски этих штемпелей почтового гашения были тщательно исследованы филателистами, которые каталогизировали несколько тысяч штемпелей, применявшихся на территории Османской империи.
Ранние штемпели были с белыми арабскими буквами на цветном фоне, что создавало эффект гашения «штампом-негативом». Как правило, это круглый штамп, на оттиске которого арабская графика остаётся без краски (белой) на чёрном фоне.
После вступления Турции в ВПС (1875) стали применять круглые штемпели с надписями на французском языке. Однако до 1923 года продолжали использовать и старые штемпели.

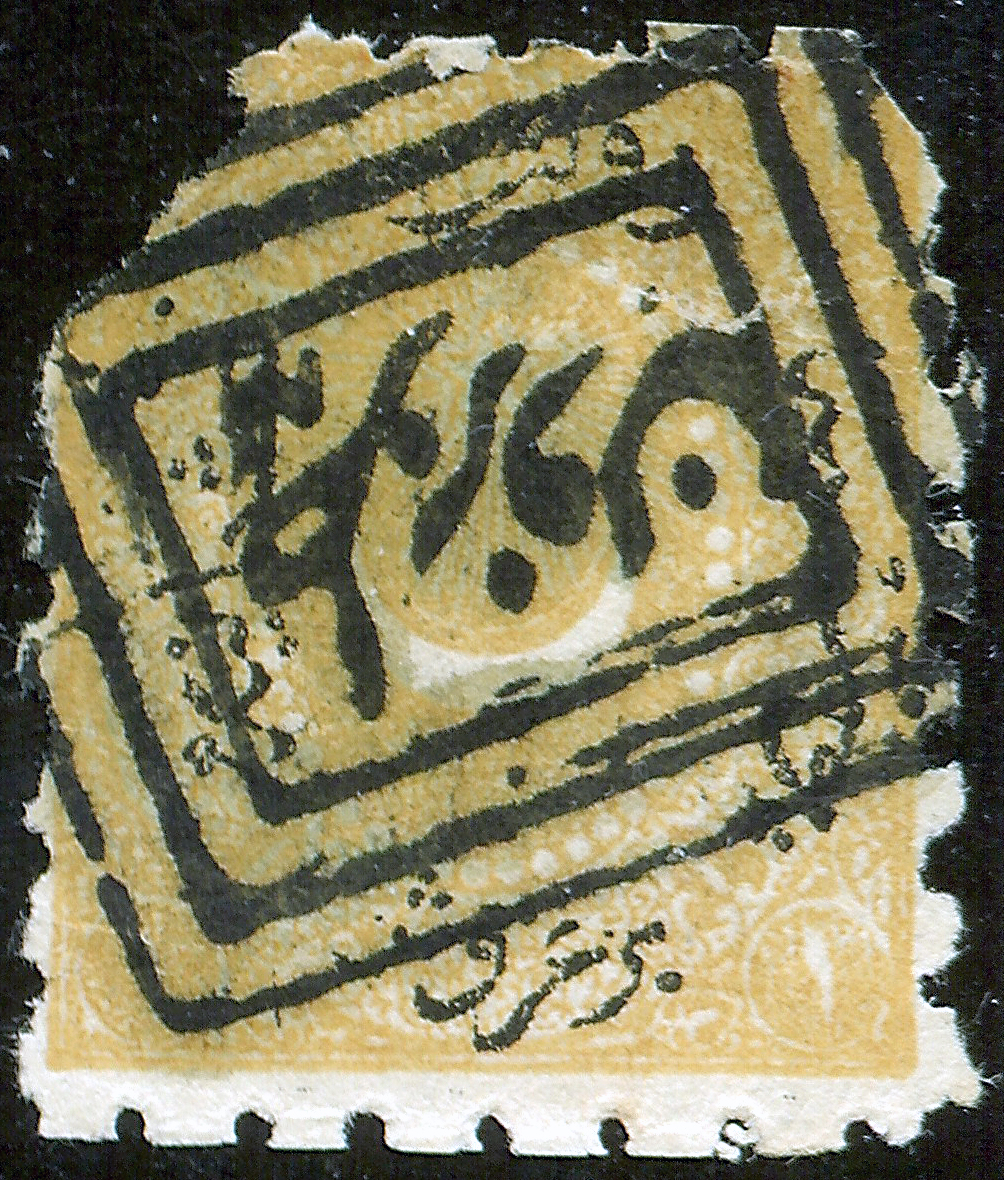
Марка выпуска Дюло (1870—1871), погашенная в Требизонде
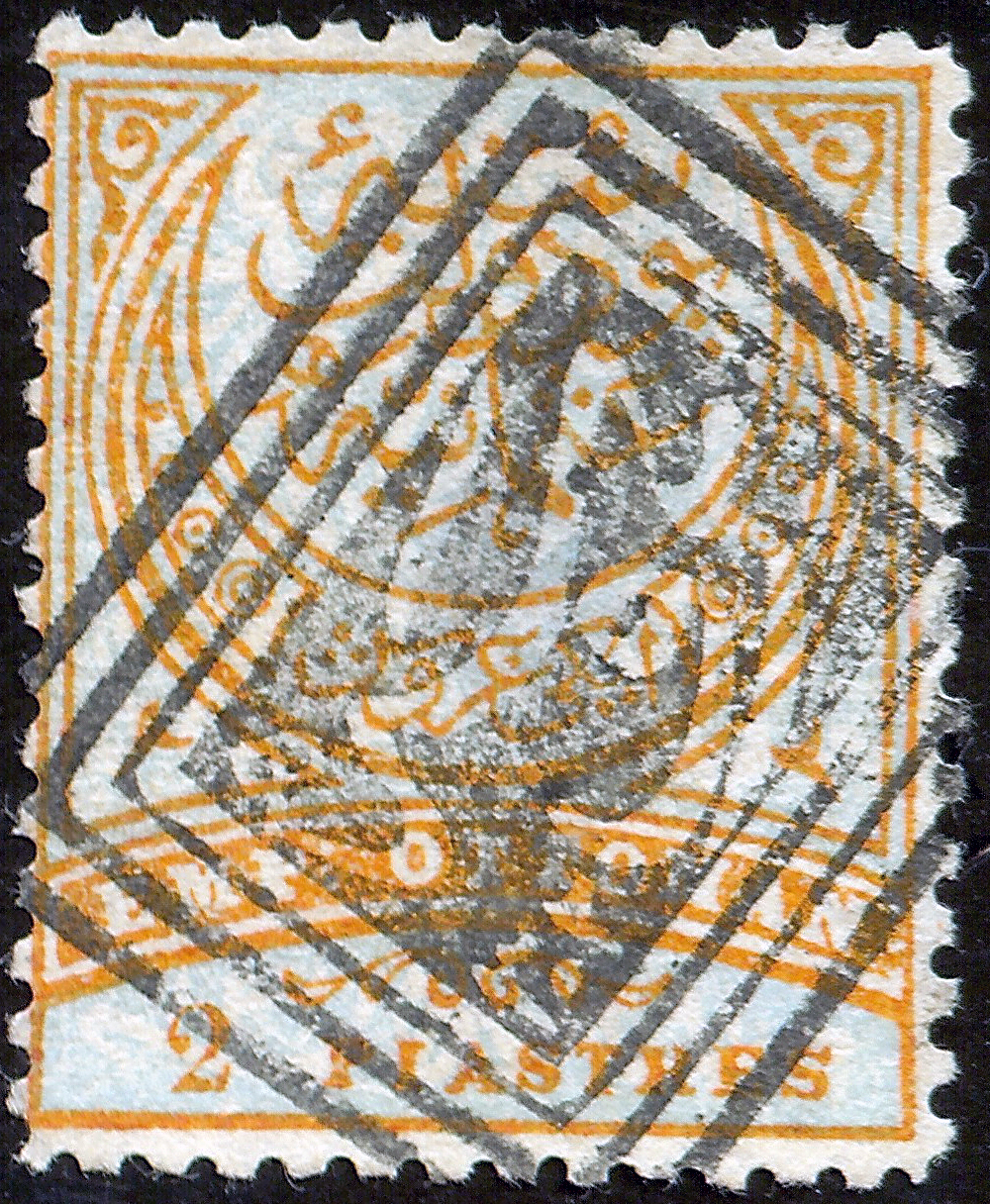
Марка имперского выпуска (1886), погашенная в Брусе; «штамп-негатив» в квадрате
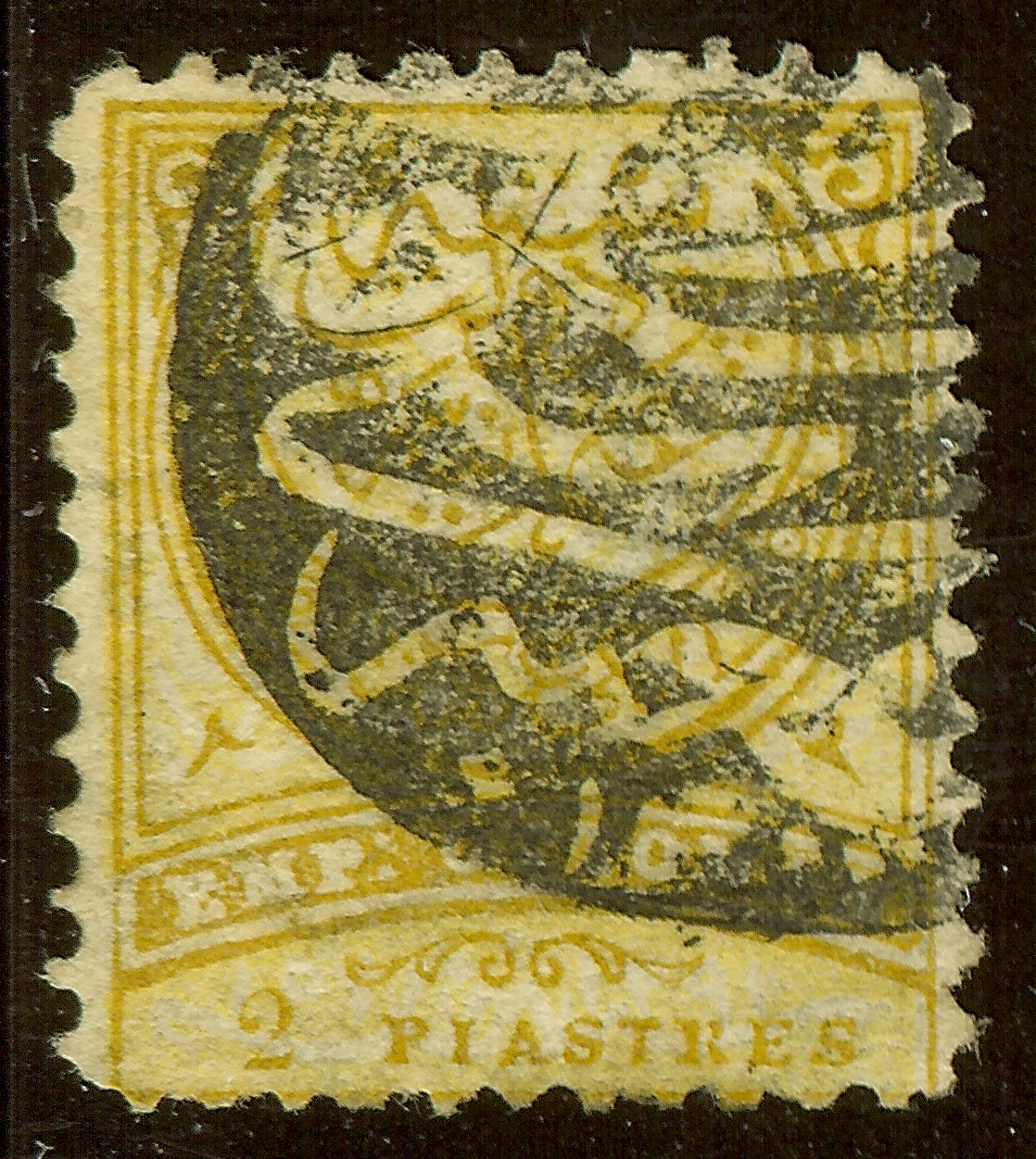
Марка имперского выпуска (1890), погашенная неидентифицированным «штампом-негативом»
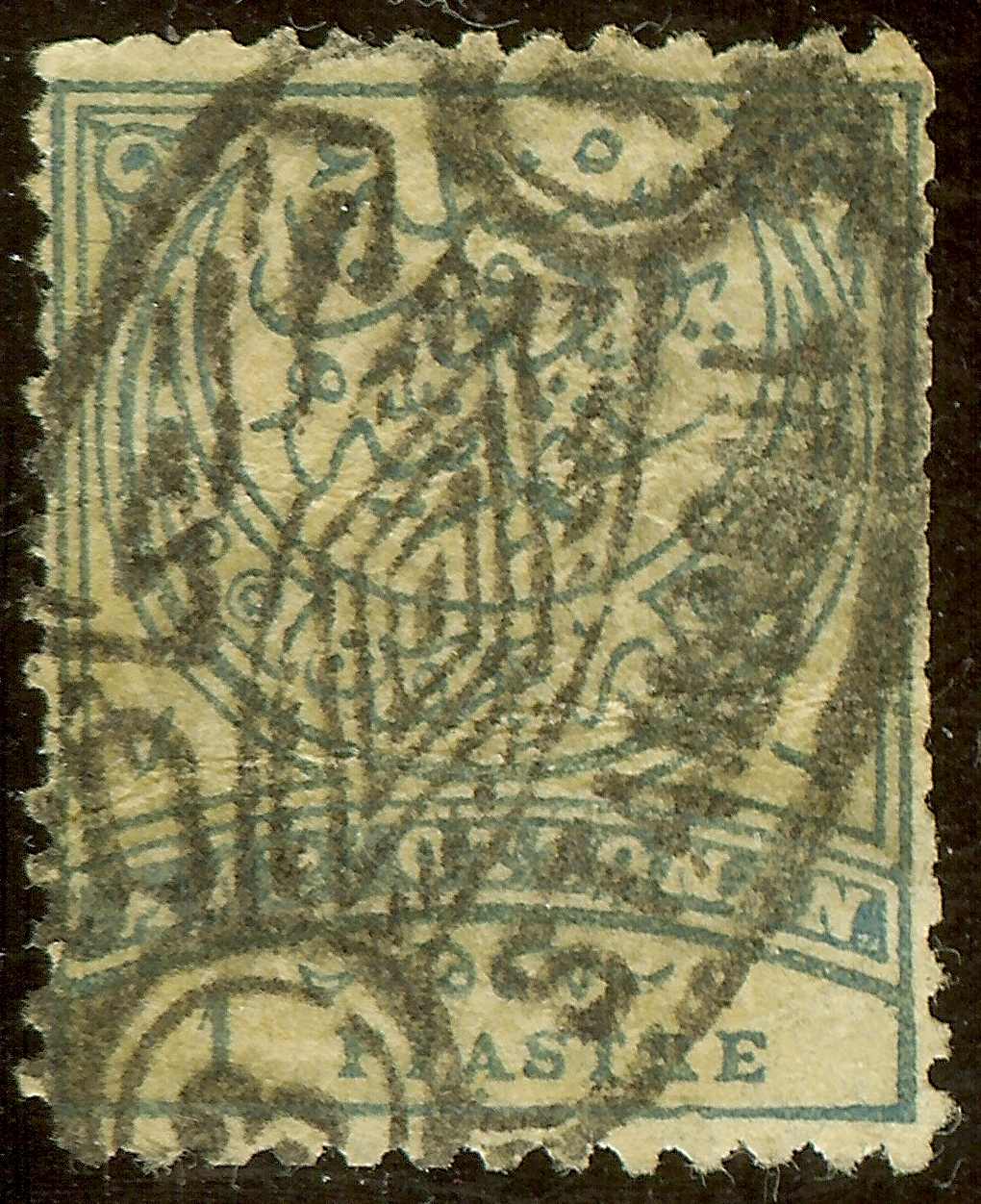
Марка имперского выпуска (1890) с гашением в Стамбуле

## Фальсификации
Существует множество фальшивых и поддельных турецких марок, изготовленных в ущерб коллекционерам, особенно эмиссий XIX века, включая как редкие, так и обычные марки. По словам Фернана Серрэна, одного из известнейших экспертов в области подделки почтовых марок, на турецких почтовых знаках «фальшивые надпечатки кишат, и тем больше причин воздержаться от коллекционирования таких надпечаток». Несколько филателистов публиковали свои исследования по подделкам марок Турции.

## Коллекционирование. Развитие филателии
Ранние, или классические, почтовые выпуски Османской империи периода 1863—1888 годов пользуются популярностью у филателистов. Хорошо изучены и почтовые гашения того периода. Филателисты также собирают турецкие марки, выходившие в разных частях Османской империи, таких как Палестина, Иордания, Ливан и Греция. Представляют интерес для филателистов и многочисленные надпечатки на почтовых марках Турции.
Национальной филателистической организацией является Федерация турецких филателистических ассоциаций, официально представляющая страну в Международной федерации филателии. Её президентом является Зия Агаогуллари (Ziya Ağaoğulları), секретарём — Арман Арикан (Arman Arikan). Штаб-квартира Федерации, а также Филателистической ассоциации Стамбула расположена в Филателистическом и культурном центре Стамбула (İstanbul Filateli ve Kültür Merkezi A.Ş.), основанном в 1992 году.
В 2007 году турецкое почтовое ведомство провело, под патронатом Министерства транспорта и при содействии Федерации турецких филателистических ассоциаций, международную филателистическую выставку «BALKANFILA XIV 2007».
В мире существуют ещё несколько объединений коллекционеров, увлекающихся собиранием марок и других филателистических материалов Османской империи и Турции:
- Ассоциация восточной филателии Лондона[англ.], сокращённо — англ. OPAL), созданная в 1949 году и публикующая журнал «OPAL Journal»[62].
- Османское и ближневосточное филателистическое общество (Ottoman and Near East Philatelic Society, сокращённо — ONEPS), организованное в США в 2000 году в качестве ассоциированного члена Американского филателистического общества и издающее журнал «The Levant» («Левант»)[63].
- Рабочая группа «Османская империя и Турция» (нем. Arbeitsgemeinschaft Osmanisches Reich/Türkei — AROS) при Союзе немецких филателистов[нем.], выпускающая журнал «Türkei-Spiegel» («Турция — зеркало»)[64].
- Оттоманская филателистическая исследовательская группа (англ. Ottoman Philatelic Studies Group), базирующаяся в Измире (Турция)[65].
- Филателистическое общество Турции и Османской империи (Turkey and Ottoman Empire Philatelic Society)[66].